# Гончарук Михайло Іванович
Миха́йло Іва́нович Гончару́к (10 квітня 1905, Тиврів — 7 грудня 1969, Тиврів) — український радянський живописець.

## Життєпис
Народився 10 квітня 1905 року в селі Тиврові (нині селище міського типу Вінницького району Вінницької області, Україна). Протягом 1926—1930 років навчався в Одеському художньому інституті, був учнем  Павла Волокидіна, Данила Крайнєва.
У 1930–1934 роках працював викладачем Миколаївського художнього технікуму. Певний час проживав в Микулинцях, в 1940—1950-х роках творив на Тиврівщині. Помер в Тиврові 7 грудня 1969 року.

## Творчість
Автор жанрових картин, портретів, пейзажів. Працював у реалістичній манері. Серед робіт:
- «Приїзд в село політвідділу» (1934);
- «Виступ Володимира Леніна на VIII партконференції» (1940);
- «Зустріч переможців» (1945);
- «Бій військ Богдана Хмельницького під Берестечком» (1950-ті);
- «Богдан Хмельницький у пушкарів» (1950-ті);
- «Сидір Ковпак та Семен Руднєв у Карпатах» (1954);
- «Іван Франко серед селян» (1956);
- «Іван Франко у Микулинцях» (1956, Тернопільський обласний художній музей);
- «Володимир Ленін у Пороніні» (1965).

портрети
- Тараса Шевченка (1938, 1962);
- дружини (1938);
- Миколи Щорса (1938);
- Амвросія Бучми (1939);
- Василя Василька (1939);
- Бориса Романицького (1939);
- Наталії Ужвій (1940);
- Дем'яна Коротченка (1945—1947);
- автопортрет (1958);
- Героя Соціалістичної Праці Євгенії Долинюк (1958).

Учасник всеукраїнських мистецьких виставок з 1935 року.
Роботи зберігаються у Тернопільському художньому музеї, Національному музеї історії України, Національному музеї Тараса Шевченка, Сумському, Тиврівському краєзнавчих музеях.